# The Shipping News
The Shipping News (bra: Chegadas e Partidas; prt: The Shipping News) é um filme estadunidense de 2001, do gênero drama romântico, realizado por Lasse Hallström para a Miramax Films, com roteiro de Robert Nelson Jacobs baseado no romance homónimo de E. Annie Proulx.

## Prêmios e indicações
| Prêmio/evento      | Categoria            | Recipiente        | Resultado |
| ------------------ | -------------------- | ----------------- | --------- |
| BAFTA 2002         | Melhor atriz         | Judi Dench        | Indicado  |
| BAFTA 2002         | Melhor ator          | Kevin Spacey      | Indicado  |
| Globo de Ouro 2002 | Melhor ator - drama  | Kevin Spacey      | Indicado  |
| Globo de Ouro 2002 | Melhor trilha sonora | Christopher Young | Indicado  |

## Elenco
- Kevin Spacey - Quoyle
- Julianne Moore - Wavey Prowse
- Judi Dench - Agnis Hamm
- Pete Postlethwaite - Tert Card
- Scott Glenn - Jack Buggit
- Rhys Ifans - Beaufield Nutbeem
- Gordon Pinsent - Billy Pretty
- Jason Behr  - Dennis Buggit
- Larry Pine - Bayonet Melville
- Jeanetta Arnette -  Silver Melville
- Katherine Moennig - Grace Moosup
- Cate Blanchett - Petal

## Sinopse
Homem regressa com sua filha à terra natal para recomeçar a vida, depois que sua mulher tentou raptá-la e desapareceu. Logo consegue emprego no jornal local e se envolve com uma bela viúva.